# 云龙镇 (重庆市)
云龙镇，是中华人民共和国重庆市梁平区下辖的一个乡镇级行政单位。

## 行政区划
云龙镇下辖以下地区：
云龙街道社区、云龙村、陡梯村、东平村、红旗村、双河村、大石村、东风村、三清村、人民村、宝花村、护云村和同心村。